# Bacchisa atricornis
Bacchisa atricornis là một loài bọ cánh cứng trong họ Cerambycidae.